# Начкебия, Муртаз Напоевич
Муртаз Напоевич Начкебия (род. 5 июля 1965) — советский и российский футболист, выступавший на позиции центрального защитника. Рекордсмен клуба «Сибирь» по числу сыгранных матчей (433).

## Биография
Начинал заниматься футболом в детских командах в Мцхете и Зугдиди. После окончания школы приехал учиться в Новосибирск, но не смог поступить в ВУЗ и был призван в армию. По окончании службы остался в Новосибирске и стал выступать за местный «Чкаловец», игравший во Второй союзной лиге. Дебютный матч за команду сыграл в апреле 1987 года в Кубке СССР против омского «Иртыша». В весеннем чемпионате 1991 года выступал в Высшей лиге Грузии за «Одиши», принял участие во всех 19 матчах своей команды, но потом снова вернулся в Новосибирск.
В составе «Чкаловца» провёл в общей сложности 16 сезонов, сыграл 417 матчей и забил 24 гола в чемпионатах СССР и России, а также 16 матчей (3 гола) в кубках (без учёта статистики в сезонах 2000 и 2004 годов, когда команда выступала в любительских соревнованиях). Много лет был капитаном команды. Является рекордсменом клуба по числу проведённых матчей. Завершил карьеру в 40-летнем возрасте.
Носил прозвище «Сула», которое получил ещё в юности в честь защитника тбилисского «Динамо» Тенгиза Сулаквелидзе.
После окончания спортивной карьеры некоторое время работал вне футбола, потом тренировал детские команды в Новосибирске, взрослую любительскую команду по мини-футболу. В 2015 году к 50-летнему юбилею спортсмена был проведён матч между ветеранами «Чкаловца» и московского «Спартака».
Занимается школой для взрослых по мини-футболу.
Являлся главным тренером и тренером (по состоянию на 2012 и 2013 год — тренер) ФК «Сибирь-Заря» Новосибирск.

## Достижения
- Победитель второго дивизиона России: 1994 (зона «Сибирь»)